# Cantonul Orléans-Carmes
Cantonul Orléans-Carmes este un canton din arondismentul Orléans, departamentul Loiret, regiunea Centru, Franța.